# Trevor Peters
Trevor Deshawn Peters (Dominica, 19 marzo 1989) è un calciatore anglo-verginiano, di ruolo attaccante.

## Carriera

### Club
Ha iniziato la carriera nel 2010 nel Ballstars.

### Nazionale
Ha esordito in Nazionale nel 2010.